# Захариев, Эдуард
Эдуард Захариев (болг. Едуард Захариев, 1 июля 1938 — 26 июня 1996) — болгарский режиссёр и сценарист. Народный артист НРБ.

## Избранная фильмография
| Режиссёр | Режиссёр                 | Режиссёр                    | Режиссёр             |
| Год      | На русском языке         | На языке оригинала          | Жанр                 |
| -------- | ------------------------ | --------------------------- | -------------------- |
| 1973     | Перепись диких кроликов  | Преброяване на дивите зайци | сатирическая комедия |
| 1975     | Дачная зона              | Вилна зона                  | трагикомедия         |
| 1977     | Молодецкие времена       | Мъжки времена               | драма                |
| 1980     | Почти любовная история   | Почти любовна история       | драма                |
| 1982     | Элегия                   | Елегия                      | драма                |
| 1986     | Моя дорогая, Мой дорогой | Скъпа моя, скъпи мой        | драма                |
| 1996     | Запоздалое полнолуние    | Закъсняло пълнолуние        | драма                |

## Награды
- 1973 — Народный артист БНР